# مری آلیس هیوارد
مری آلیس هیوارد (انگلیسی: Mary Alice Hayward) اهل ایالات متحده آمریکا و معاون دبیرکل و رئیس بخش مدیریت آژانس بین‌المللی انرژی اتمی بوده‌است، بعد از فوت یوکیا آمانو مدیر کل آژانس، از طرف آژانس بین‌المللی انرژی اتمی اعلام شد که هیوارد موقتاً سرپرستی این نهاد بین‌المللی را به عهده خواهد گرفت. هیوارد در سمت معاون دبیرکل، طیف وسیعی از منابع مالی، منابع انسانی، مدیریتی، اداری، فناوری اطلاعات و خدمات عمومی را به عهده داشته‌است و آژانس را قادر ساخته تا برنامه‌های علمی و فنی خود را با موفقیت به انجام برساند. او از ابتدای ژانویه ۲۰۱۷ عهده‌دار این مسئولیت شده بود.
وی پیش از سال ۲۰۰۹ نیز به مدت ۱۵ سال در حوزه انرژی هسته‌ای و عدم گسترش تسلیحات هسته‌ای در وزارت خارجه آمریکا و شورای امنیت ملی کاخ سفید کار کرده بود.

## زندگی‌نامه
مری هیوارد قبل از پیوستن به سازمان انرژی اتمی، عضو ارشد برآورد مسائل هسته ای در دیوان محاسبات (آمریکا) که یک سازمان تحقیقاتی، ارزیابی و حسابرسی کنگره آمریکا است بود. وی موفق به دریافت جایزه انرژی و علم به خاطر خدماتش در زمینه منع گسترش جنگ‌افزارهای هسته‌ای شد. او همچنین موفق به دریافت جایزه ارزیابی برنامه‌های دولتی از دیوان محاسبات آمریکا شد.
هیوارد دارای مدرک کارشناسی ارشد در رشته علوم سیاسی و تخصص در اقتصاد سیاسی آمریکای لاتین از دانشگاه هیوستون تگزاس است. همچنین او یکی از استادان ملی اسپانیایی این دانشگاه بود. او کارشناسی ارشد خود را از دانشگاه میشیگان در ان آربور در رشته علوم انسانی و زبان‌های خارجی اخذ کرده‌است. هیوارد دوره‌های آموزشی دانشگاه ام‌آی‌تی و چند مؤسسه دیگر را در حوزه علوم هسته ای و رآکتورهای هسته ای گذرانده‌است.
وی مسلط به زبان اسپانیایی است.